# Charles Pons
Charles Pons (Niça, 7 de desembre de 1870 - París, 16 de març de 1957) fou un compositor francès.
Va ser autor de les òperes L'épreuve (Niça, 1904), Laura (Pau, 1906), representada poc temps després a Barcelona amb molt poc èxit: Mourette (Marsella, 1909), Le voile du bonheur (París, 1911), Française (1913), així com de la música d'escena per al drama L'enfant du temple (París, 1907), i de l'oratori La Samaritaine (Niça, 1900).